# 赤石駅
赤石駅（あかいしえき）は、岐阜県揖斐郡谷汲村（現、揖斐川町）にあった名古屋鉄道谷汲線の駅である。旧谷汲村の南東に位置した。

## 歴史
1926年に谷汲線の前身である谷汲鉄道の駅として開業した。同線は2001年に廃止され、それとともに廃駅となった。
- 1926年（大正15年）4月6日 - 谷汲鉄道の黒野駅 - 谷汲駅間の開業により開設[2][3]。
- 1944年（昭和19年）3月1日 - 名古屋鉄道への合併により同社の谷汲線の駅となる[3]。
- 1948年（昭和23年）11月1日以前 - 無人化[4]。
- 2001年（平成13年）10月1日 - 廃止[5]。

## 駅構造
単式ホーム1面1線のみを持ち、列車交換はできなかった。

### 配線図
| ← 谷汲方面 | 赤石駅 構内配線略図 | → 黒野方面 |
| 凡例 出典: |                     |            |

## 利用状況
- 『名古屋鉄道百年史』によると1992年度当時の1日平均乗降人員は60人であり、この値は岐阜市内線均一運賃区間内各駅（岐阜市内線・田神線・美濃町線徹明町駅 - 琴塚駅間）を除く名鉄全駅（342駅）中340位、 揖斐線・谷汲線（24駅）中22位であった[1]。

## 駅周辺
田畑が広がり、その先に人家がある。根尾川を挟んだ対岸には工場が立地し、樽見鉄道樽見線も通じている。
- 岐阜県道255号根尾谷汲大野線
- 岐阜県道40号山東本巣線

## 隣の駅
名古屋鉄道
谷汲線
北野畑駅 - 赤石駅 - 長瀬駅